# Zhungdra

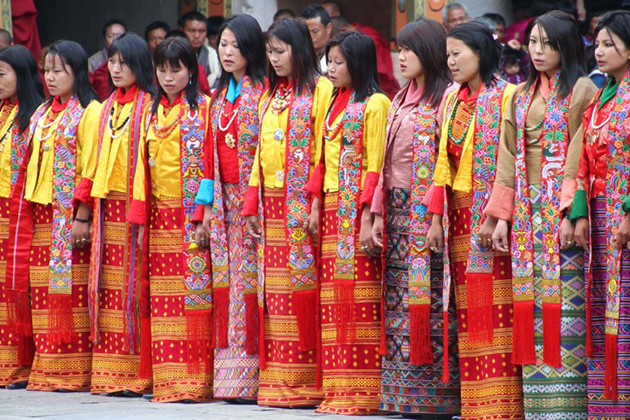
Zhungdra (2024)

Zhungdra (bhutanisch གཞུང་སྒྲ་; Wylie: gzhung-sgra) ist neben Bödra (བོད་སྒྲ་) einer der beiden Hauptstile der traditionellen bhutanischen Volksmusik. Zhungdra (zhung bedeutet „Zentrum, Hauptströmung“ und dra „Musik“) entstand im 17. Jahrhundert und ist ein völlig eigener bhutanischer Stil, der mit der Volksmusik der zentralen Täler von Paro, Thimphu und Punakha, dem Herzen des Ngalop-Kulturgebiets, in Verbindung gebracht wird. Bödra entstand im Gegensatz dazu aus der tibetischen höfischen Musik.
Zhungdra zeichnet sich durch die Verwendung ausgedehnter Stimmlagen in komplexen Mustern aus, die eine relativ einfache Instrumentalmelodie langsam verzieren. Ungeübte Sänger, selbst solche mit natürlichem Gesangstalent, finden es oft schwierig, Zhungdra zu singen. Dies hat die Popularität von Zhungdra im Vergleich zu Rigsar (རིག་གསར་), dem modernen bhutanischen Popmusikstil, der auf elektronischen Synthesizern basiert, verringert.
Der Zhungdra-Stil kann in Liedern wie Lhodrak Marpai Zhab gewürdigt werden, das auf Jigme Drukpas Album Endless Songs from Bhutan zu finden ist.
Obwohl es sich um säkulare Lieder handelt, enthalten die Texte von Zhungdra-Liedern oft buddhistische Allegorien, wie beispielsweise in Yak Legbi Lhadar, in welchem der Sänger von seinem früheren Leben als Yak erzählt, der im Zusammenhang mit einem nicht-buddhistischen Ritual im Distrikt Gasa geschlachtet wurde.